# Govindachandra (Chandra)
Govindachandra (bengalisch গোবিন্দচন্দ্র, reg. 1020–1045) war der letzte kayastha-Herrscher der Chandra-Dynastie (চন্দ্র রাজবংশ) im östlichen Bengalen.

## Überlieferung
Die Tirumalai-Inschrift berichtet, das in seiner Regierungszeit, 1021–1024 eine massive Invasion durch den Chola-König, Rajendra Chola I. erfolgte. In der Inschrift wird er als Govindachandra von Vangaladesa bezeichnet.
Anfang 1049 führte der Kalachuri-König, Karna Deva (Lakshmikarna, reg. 1042–1072) ebenfalls einen Angriff gegen Govindachandra. Möglicherweise führte dies zum Fall der Chandra-Dynastie.
Volksballaden des Bengali erzählen, Govichandra habe sein Königtum aufgegeben um den Rest seines Lebens als Asket zu leben.